# Stroudia pulcherrima
Stroudia pulcherrima är en stekelart som beskrevs av Giordani Soika 1976. Stroudia pulcherrima ingår i släktet Stroudia och familjen Eumenidae. Inga underarter finns listade i Catalogue of Life.